# 9364 Clusius
9364 Clusius (1992 HZ3) là một tiểu hành tinh vành đai chính được phát hiện ngày 23 tháng 4 năm 1992 bởi E. W. Elst ở Đài thiên văn Nam Âu.